# Nastassja Iwanowa
Nastassja Mikalajeuna Iwanowa, geborene Starawojtawa (belarussisch Настасся Мікалаеўна Іванова (Старавойтава); engl. Transkription Nastassia Ivanova (Staravoitava); * 4. November 1982 in Schodsina, Weißrussische SSR, Sowjetunion) ist eine belarussische Mittel- und Langstreckenläuferin.

## Sportliche Laufbahn
Iwanowa errang bisher sieben Belarussische Meistertitel, darunter im Freien zwei über 10.000 m (2011, 2018), zwei über 5000 m (2006, 2017) und einen über 1500 m (2004) sowie in der Halle je einen über 3000 m (2012) und 1500 m (2002).
2012 trat Iwanowa bei den Olympischen Sommerspielen in London im Marathonlauf an, wobei sie sich bei einer Zieleinlaufzeit von 2:30:25 h auf dem 32. Platz positionieren konnte. Bei den Sommerspielen 2016 ging sie im brasilianischen Rio de Janeiro in derselben Disziplin erneut an den Start, beendete den Lauf jedoch nicht.
Ihren größten internationalen Erfolg konnte Iwanowa 2018 im Marathonlauf der Leichtathletik-Europameisterschaften in Berlin verzeichnen, als sie mit 2:27:49 h den fünften Platz hinter ihrer Landsfrau Maryna Damanzewitsch belegte.